# Scoparia subditella
Scoparia subditella là một loài bướm đêm trong họ Crambidae.